# Wet van Ampère
De wet van Ampère is een natuurwet, ontdekt door André-Marie Ampère in 1826, die op mathematische wijze de relatie uitdrukt tussen de elektrische en magnetische component van elektromagnetische verschijnselen. Meer precies geeft de wet de grootte van het magneetveld dat opgewekt wordt door een stroom van ladingen.

## Formulering
De wet van Ampère stelt dat rondom een elektrische stroom een magneetveld wordt opgewekt, evenredig met de stroomsterkte. Dit fenomeen was al eerder opgemerkt door Ørsted, die ontdekt had dat een kompasnaald in de buurt van een stroomvoerende draad afbuigt. Aangezien een kompasnaald de richting van het magnetisch veld aanduidt, blijkt dat dit veld loodrecht op de richting van de stroom staat. De wet van Ampère luidt in kwantitatieve wiskundige  vorm als volgt:
{\displaystyle \oint \limits _{C}{\vec {B}}\cdot \mathrm {d} {\vec {\ell }}=\mu _{0}\mu _{r}I}
waarin 
- {\displaystyle \mu _{0}} de magnetische permeabiliteit in N/A2 in vacuüm is;
- {\displaystyle \mu _{r}} de dimensieloze relatieve permeabiliteit van het voortplantingsmedium; voor lucht is die vrijwel gelijk aan 1;
- {\displaystyle {\vec {B}}} de magnetische fluxdichtheid in T (tesla, die gelijk is aan N/Am);
- {\displaystyle I} de stroomsterkte.

Deze wet kan ook geformuleerd worden in termen van de magnetische veldsterkte {\displaystyle H}.
Er geldt {\displaystyle {\vec {B}}=\mu _{0}\mu _{r}{\vec {H}}} en dus:
{\displaystyle \oint \limits _{C}{\vec {H}}\cdot \mathrm {d} {\vec {\ell }}=I}
De SI-eenheid van {\displaystyle H} is gelijk aan A/m.

Een elektrische stroom produceert een magnetisch veld

De willekeurige kringintegraal van het magnetisch veld {\displaystyle B} langs een gesloten lus {\displaystyle C} is gelijk aan (de permeabiliteit maal) de totale stroom {\displaystyle I} die door het gebied gaat dat door de lus wordt omsloten. Als men voor de lus {\displaystyle C} een cirkel op een vaste afstand {\displaystyle r} van een stroomvoerende draad neemt, ziet de bovenstaande wet er eenvoudiger uit:
{\displaystyle 2\pi rB(r)=\mu _{0}\mu _{r}I}
Waarbij {\displaystyle B(r)} het magnetisch veld op een afstand {\displaystyle r} van de draad voorstelt. Hieruit volgt een expliciete uitdrukking voor de grootte van het magneetveld op een afstand {\displaystyle r} van een oneindig lange rechte dunne geleider waar een stroom door gaat:
{\displaystyle B(r)={\frac {\mu _{0}\mu _{r}I}{2\pi r}}}
De sterkte van het opgewekte magneetveld is omgekeerd evenredig met de afstand tot de draad: hoe kleiner {\displaystyle r}, hoe groter {\displaystyle |B(r)|}.
Indien de stroom niet gelokaliseerd is in een dunne geleider, maar uitgesmeerd (bijvoorbeeld lopend door een dikke geleider of een zwerm vrije ladingdragers), dan is de kringintegraal over {\displaystyle C} ook gelijk aan de totale stroomsterkte door lus {\displaystyle C}, maar die is dan gelijk aan de oppervlakte-integraal van de stroomdichtheid over een willekeurig oppervlak {\displaystyle S} dat omsloten wordt door de lus {\displaystyle C}. In dat geval wordt de bovenstaande wet:
{\displaystyle \oint \limits _{C}{\vec {B}}\cdot \mathrm {d} {\vec {l}}=\mu _{0}\mu _{r}\iint _{S}{\vec {J}}\cdot \mathrm {d} {\vec {S}}}
met {\displaystyle {\vec {J}}} de elektrische stroomdichtheid in A/m2.

## Kracht tussen stroomvoerende geleiders

Twee geleiders beïnvloeden elkaar. Evenwijdige en gelijkgerichte elektrische stromen trekken elkaar aan, evenwijdige en tegengesteld gerichte stromen stoten elkaar af.

Een gevolg van de wet van Ampère is een kracht tussen twee naburige geleiders. In woorden:
de opgewekte magnetische flux rondom een stroomvoerende draad is evenredig met de elektrische stroom door die draad, waarbij evenwijdige en gelijkgerichte elektrische stromen elkaar aantrekken, tegengesteld gerichte stromen elkaar afstoten.
Men kan dit begrijpen in termen van de lorentzkracht: de stroom in de ene draad wekt een magneetveld op, deze levert omwille van de wet van Lorentz een kracht op de bewegende ladingen in de andere draad, en beide draden voelen daardoor dus een onderlinge kracht.

## Wetten van Maxwell
De wet van Ampère is genoemd naar de Fransman André-Marie Ampère, een van de hoofdontdekkers van het elektromagnetisme. Later werd door Maxwell de hele theorie van het elektromagnetisme samengevat in vier vergelijkingen, de wetten van Maxwell. De wet van Ampère, met een uitbreiding voor een tijdafhankelijke diëlektrische verplaatsing, is daar een van. De wetten van Maxwell worden echter vaak in differentaalvorm geschreven, dat wil zeggen: niet met integralen zoals hierboven, maar vergelijkingen die verbanden geven tussen afgeleiden van de elektrische en magnetische velden.
In differentaalvorm luidt de wet van Ampère: 
{\displaystyle \nabla \times \mathbf {B} =\mu _{0}\mu _{r}\mathbf {J} }